# Commelina mathewsii
Commelina mathewsii är en himmelsblomsväxtart som först beskrevs av Charles Baron Clarke, och fick sitt nu gällande namn av Robert Bruce Faden och David Richard Hunt. Commelina mathewsii ingår i släktet himmelsblommor, och familjen himmelsblomsväxter.
Artens utbredningsområde är Peru. Inga underarter finns listade.